# Ipomoea robynsiana
Ipomoea robynsiana är en vindeväxtart som beskrevs av J. Lejoly och S. Lisowski. Ipomoea robynsiana ingår i släktet praktvindor, och familjen vindeväxter. Inga underarter finns listade i Catalogue of Life.